# Затишне (Чортківський район)

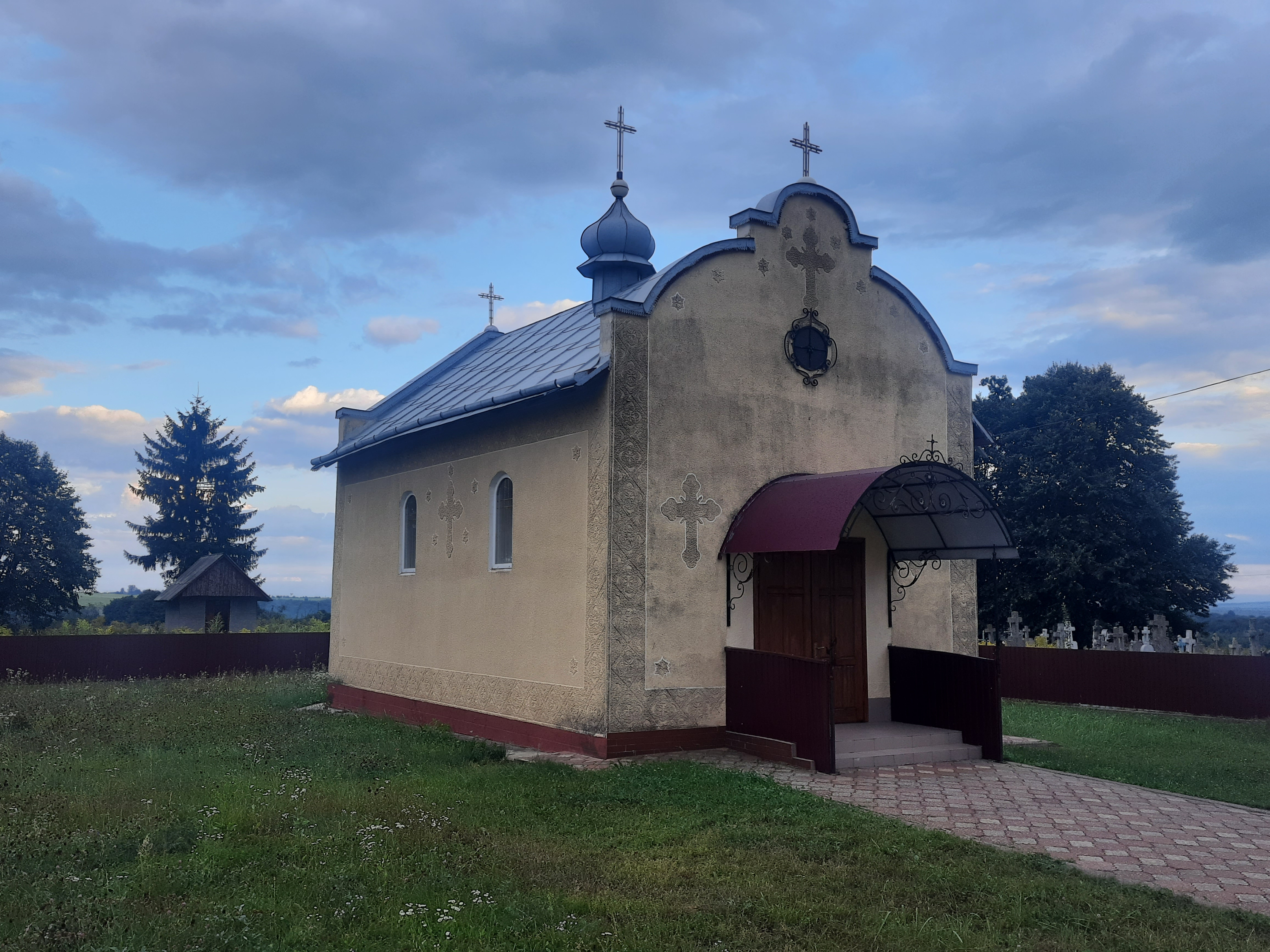
Церква Різдва Пресвятої Богородиці

Зати́шне — село в Україні, у Монастириській міській громаді Чортківського району Тернопільської області. Розташоване на південному сході району. Підпорядковане Комарівській сільраді (до 2018).
Населення — 100 осіб (2001).
Від 2018 року ввійшло в склад Монастириської міської громади.

## Історія
Перша писемна згадка датується 1861 роком під назвою с. Грабок. Утворене з хуторів Вербка та Грабок.
Протягом 1962–1966 село належало до Бучацького району. 
12 червня 2020 року, відповідно до розпорядження Кабінету Міністрів України № 724-р «Про визначення адміністративних центрів та затвердження територій територіальних громад Тернопільської області» увійшло до складу Монастириської міської громади.
19 липня 2020 року, в результаті адміністративно-територіальної реформи та ліквідації Монастириського району, село увійшло до складу Чортківського району.

## Населення

### Мова
Розподіл населення за рідною мовою за даними перепису 2001 року:
| Мова       | Кількість | Відсоток |
| ---------- | --------- | -------- |
| українська | 100       | 100%     |

## Релігія
- церква Різдва Пресвятої Богородиці (1990, мурована, УГКЦ).